# بزرگراه شهید یارجانی
بزرگراه شهید یارجانی با نام پیشین بزرگراه قلعه‌مرغی و با شماره بزرگراه ۲۷ یکی از بزرگراه‌های تهران است که جهت شرقی-غربی دارد. این بزرگراه که در مرکز تهران واقع شده، از تقاطع با بزرگراه‌های نواب و چراغی آغاز شده و به بزرگراه تندگویان منتهی می‌شود.

## تقاطع ها
| از شمال به جنوب | از شمال به جنوب                 | از شمال به جنوب |
| --------------- | ------------------------------- | --------------- |
|                 | بزرگراه نواب صفوی بزرگراه چراغی |                 |
|                 | خیابان ده متری جوادیه           |                 |
|                 | بزرگراه تندگویان                |                 |
| از جنوب به شمال |                                 |                 |